# Pierrepont (Meurthe-et-Moselle)
Pour les articles homonymes, voir Pierrepont.
Pierrepont est une commune française située dans le département de Meurthe-et-Moselle en région Grand Est.

## Géographie
Pierrepont est située sur la Crusnes (affluent de la Chiers), à 9 km de Longuyon et à 90 km de Nancy. Pierrepont est entourée d'une couronne de verdure en forme de croissant.

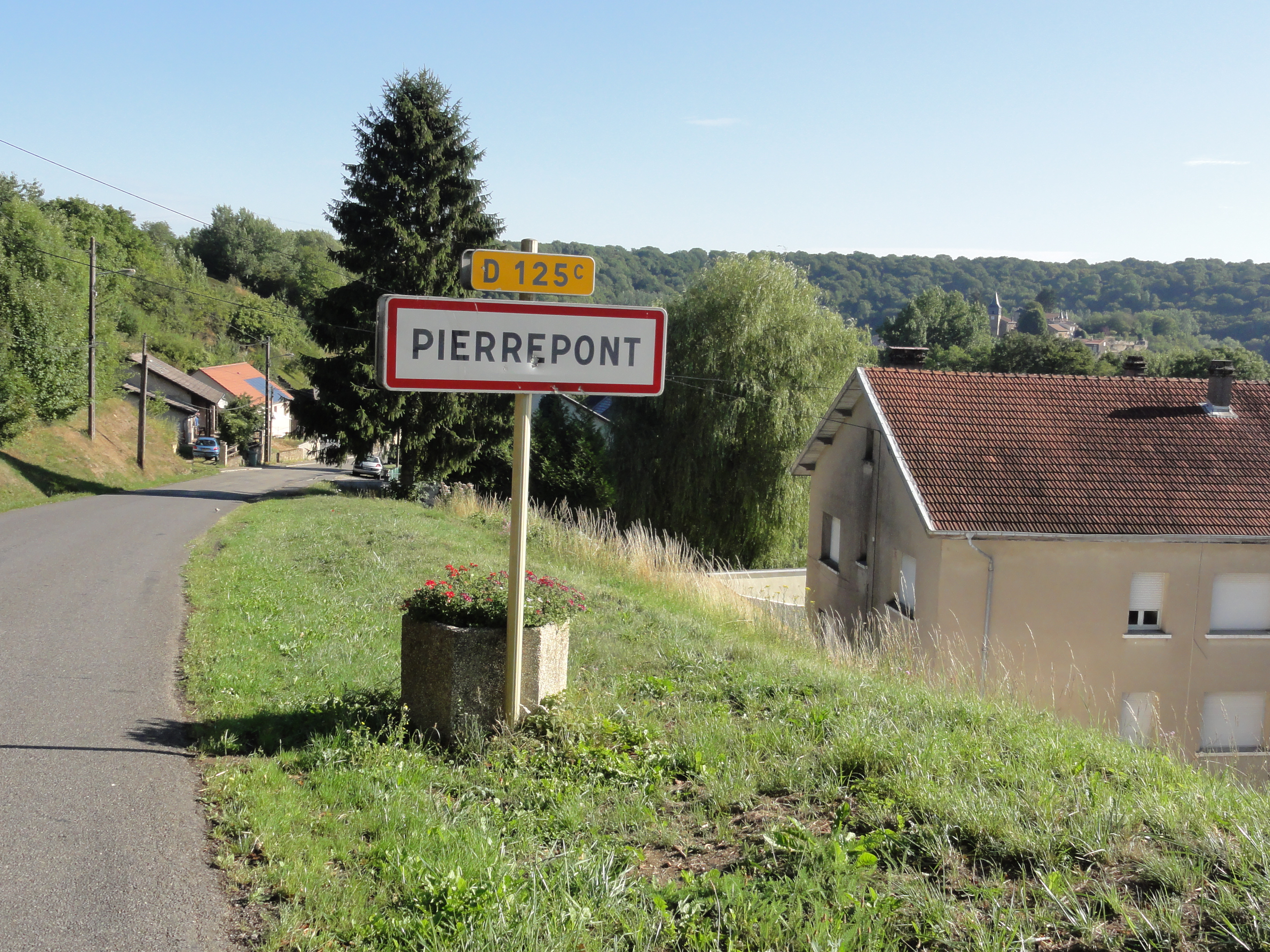
Entrée de Pierrepont.
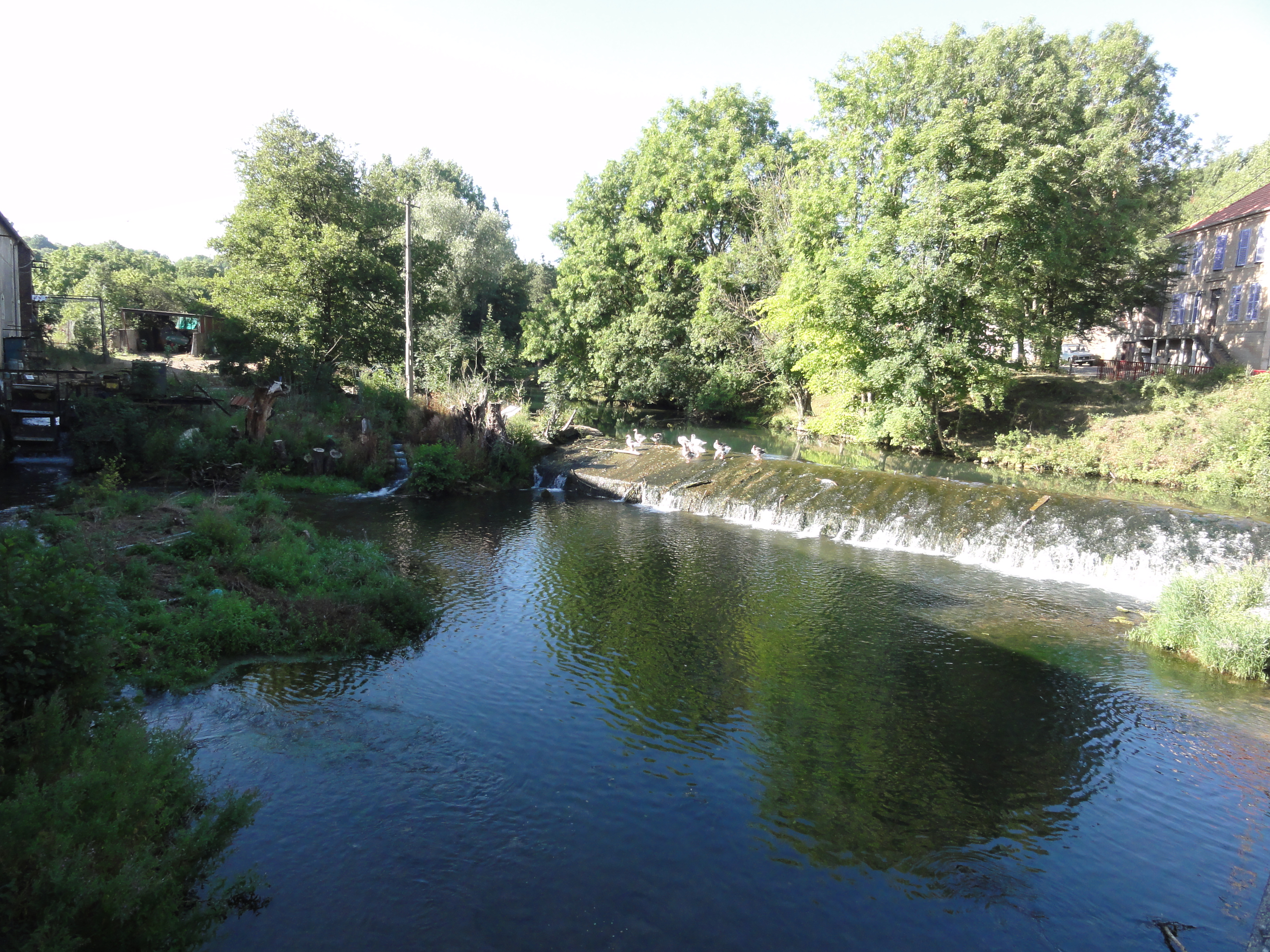
La Crusnes à Pierrepont.

| Beuveille                 | Doncourt-lès-Longuyon | Baslieux |
| Arrancy-sur-Crusnes Meuse | Pierrepont            | Longuyon |
|                           | Han-devant-Pierrepont | Boismont |

### Hydrographie

#### Réseau hydrographique
La commune est dans le bassin versant de la Meuse au sein du bassin Rhin-Meuse. Elle est drainée par la Crusnes, le ruisseau de Nanheul et le ruisseau du Puits St Pierre,.
La Crusnes, d'une longueur de 32 km, prend sa source dans la commune de Errouville et se jette  dans la Chiers à Longuyon, après avoir traversé douze communes. Les caractéristiques hydrologiques de la Crusnes sont données par la station hydrologique située sur la commune. Le débit moyen mensuel est de 2,25 m3/s. Le débit moyen journalier maximum est de 28,7 m3/s, atteint lors de la crue du 21 décembre 1993. Le débit instantané maximal est quant à lui de 37,2 m3/s, atteint le même jour.

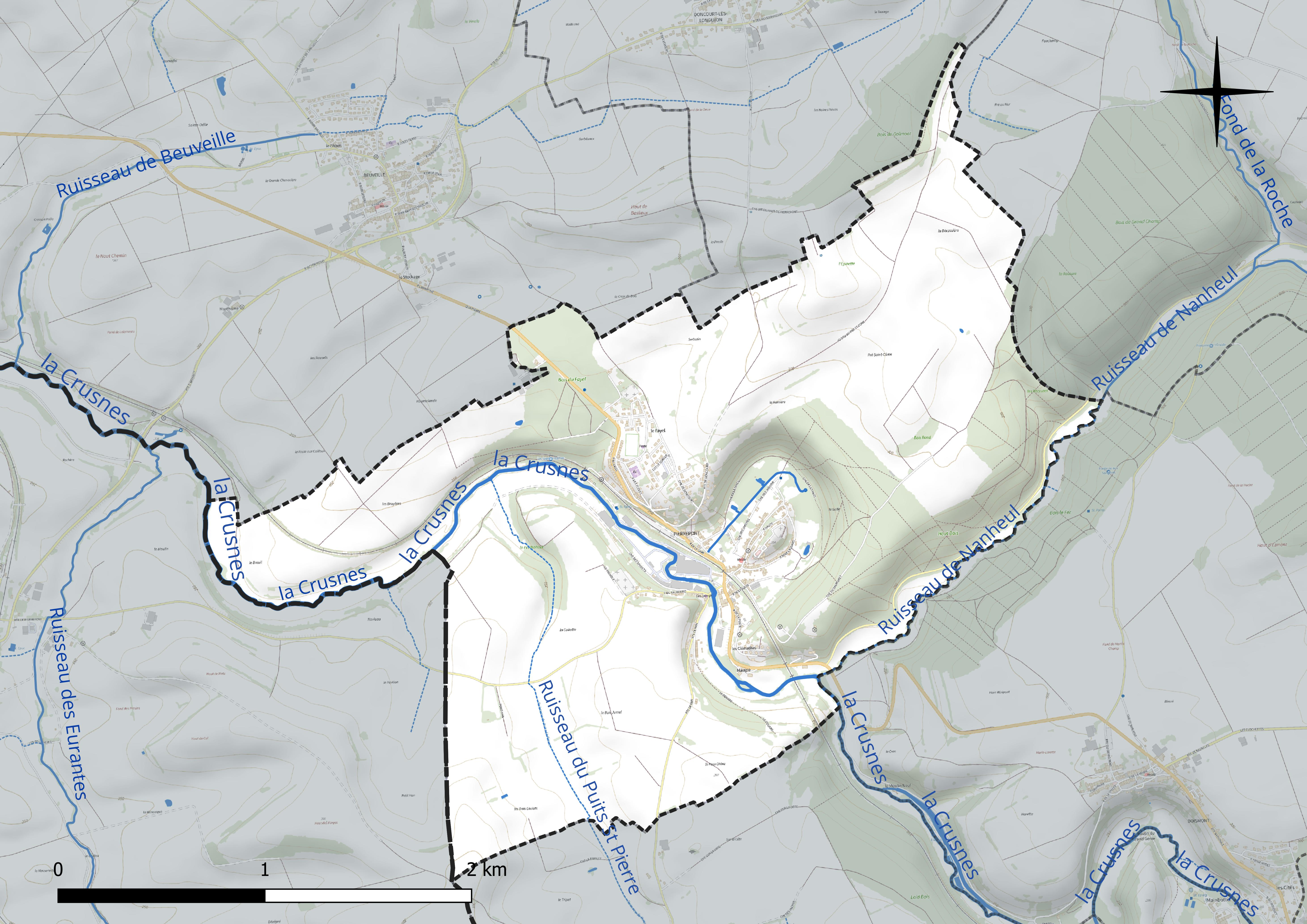
Réseau hydrographique de Pierrepont.

#### Gestion et qualité des eaux
Le territoire communal est couvert par le schéma d'aménagement et de gestion des eaux (SAGE) « Bassin ferrifère ». Ce document de planification concerne le périmètre des anciennes galeries des mines de fer, des aquifères et des bassins versants hydrographiques associés qui s’étend sur 2 418 km2. Les bassins versants concernés sont celui de la Chiers en amont de la confluence avec l'Othain, et ses affluents (la Crusnes, la Pienne, l'Othain), celui de l'Orne et ses affluents et celui de la Fensch, le Veymerange, la Kiesel et les parties françaises du bassin versant de l'Alzette et de ses affluents (Kaylbach, ruisseau de Volmerange). Il a été approuvé le 27 mars 2015. La structure porteuse de l'élaboration et de la mise en œuvre est la région Grand Est. 
La qualité des cours d’eau peut être consultée sur un site dédié géré par les agences de l’eau et l’Agence française pour la biodiversité. 

### Climat
Pour des articles plus généraux, voir Climat du Grand Est et Climat de Meurthe-et-Moselle.
En 2010, le climat de la commune est de type climat de montagne, selon une étude du Centre national de la recherche scientifique s'appuyant sur une série de données couvrant la période 1971-2000. En 2020, Météo-France publie une typologie des climats de la France métropolitaine dans laquelle la commune est exposée à un climat semi-continental et est dans la région climatique  Lorraine, plateau de Langres, Morvan, caractérisée par un hiver rude (1,5 °C), des vents modérés et des brouillards fréquents en automne et hiver. 
Pour la période 1971-2000, la température annuelle moyenne est de 9,4 °C, avec une amplitude thermique annuelle de 16,1 °C. Le cumul annuel moyen de précipitations est de 935 mm, avec 14,1 jours de précipitations en janvier et 9,3 jours en juillet. Pour la période 1991-2020, la température moyenne annuelle observée sur la station météorologique de Météo-France la plus proche, « Villette », sur la commune de Villette à 14 km à vol d'oiseau, est de 10,1 °C et le cumul annuel moyen de précipitations est de 909,4 mm. 
La température maximale relevée sur cette station est de 39 °C, atteinte le 25 juillet 2019 ; la température minimale est de −14,8 °C, atteinte le 20 décembre 2009,,. 
Les paramètres climatiques de la commune ont été estimés pour le milieu du siècle (2041-2070) selon différents scénarios d'émission de gaz à effet de serre à partir des nouvelles projections climatiques de référence DRIAS-2020. Ils sont consultables sur un site dédié publié par Météo-France en novembre 2022.

## Urbanisme

### Typologie
Au 1er janvier 2024, Pierrepont est catégorisée commune rurale à habitat dispersé, selon la nouvelle grille communale de densité à sept niveaux définie par l'Insee en 2022.
Elle est située hors unité urbaine. Par ailleurs la commune fait partie de l'aire d'attraction de Longwy, dont elle est une commune de la couronne,. Cette aire, qui regroupe 23 communes, est catégorisée dans les aires de moins de 50 000 habitants,.

### Occupation des sols
L'occupation des sols de la commune, telle qu'elle ressort de la base de données européenne d’occupation biophysique des sols Corine Land Cover (CLC), est marquée par l'importance des territoires agricoles (65,5 % en 2018), une proportion identique à celle de 1990 (65,5 %). La répartition détaillée en 2018 est la suivante : terres arables (49,9 %), forêts (19,1 %), prairies (15,6 %), zones urbanisées (8,6 %), zones industrielles ou commerciales et réseaux de communication (3,8 %), milieux à végétation arbustive et/ou herbacée (3 %). L'évolution de l’occupation des sols de la commune et de ses infrastructures peut être observée sur les différentes représentations cartographiques du territoire : la carte de Cassini (XVIIIe siècle), la carte d'état-major (1820-1866) et les cartes ou photos aériennes de l'IGN pour la période actuelle (1950 à aujourd'hui).

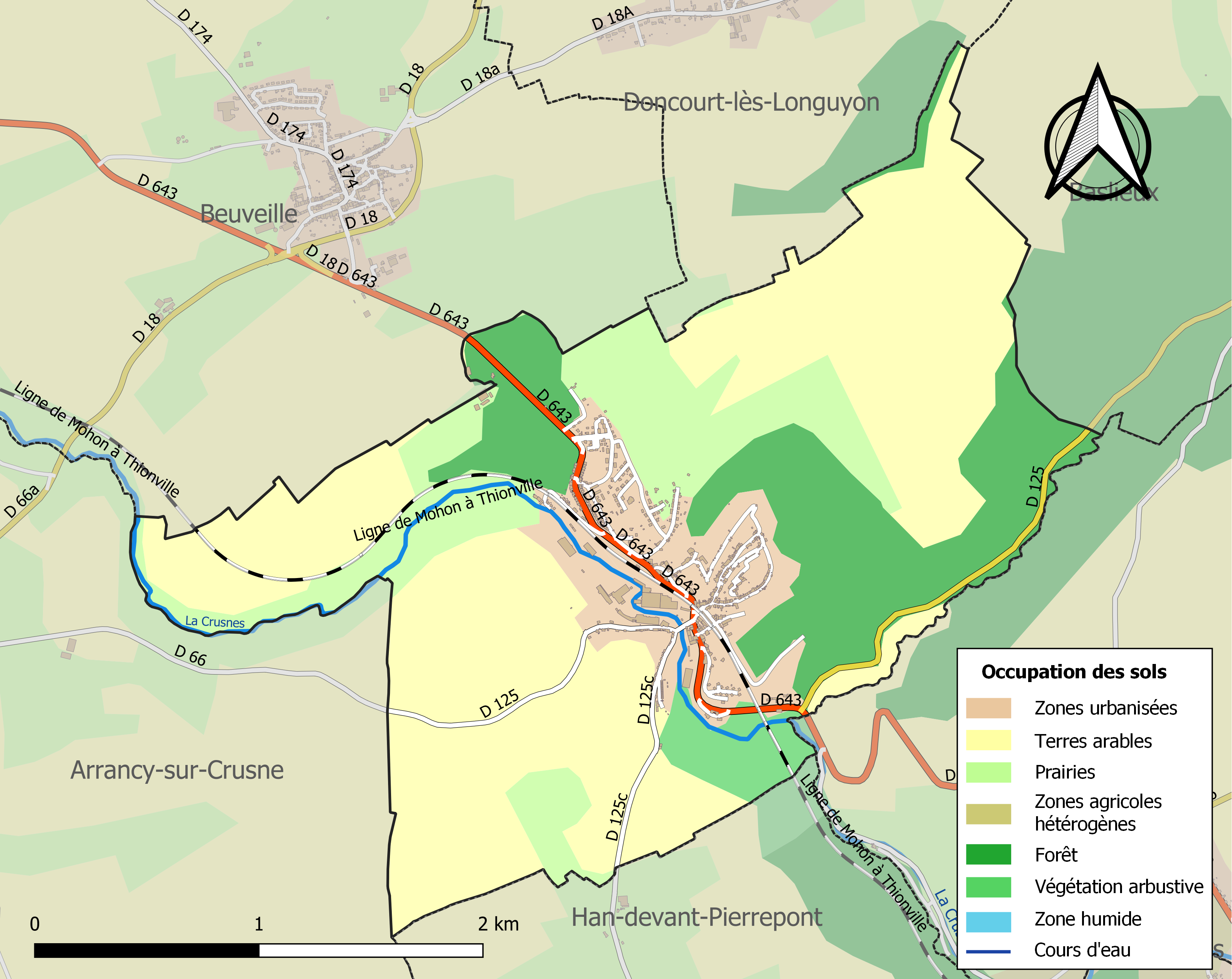
Carte des infrastructures et de l'occupation des sols de la commune en 2018 (CLC).

## Toponymie
Le nom de la localité est attesté sous les formes Pons Petrius (920) ; Perpon (xve siècle) ; Perpons (1401) ; Perpont (1571) ; Perpont ou Pierrepont (1674) ; Pierre-Pont (1749) ; Pierrepont-sur-Crusnes (1779) ; Petra Mons.

De l'adjectif masculin latin petreum « de pierre » et pontem « pont ».
Il s'agit d'une formation toponymique médiévale caractéristique du nord de la France (voir Pierrepont-sur-Avre, basée sur les appellatifs pierre au sens de « fragment de roche servant à la construction » et pont « construction élevée d'un bord à l'autre d'une rivière, pour permettre de la traverser », ayant le sens global de « pont de pierre ».

On s'attendrait à un Pontpierre, comme forme synthétique de Pont de pierre comme Pontpierre, mais l'ordre des mots déterminant - déterminé s'est imposé comme calque du germanique *steinaz-*brugjǭ.

## Transports
Pierrepont se trouve sur le chemin de fer de la ligne de Mohon à Thionville, ouvert en 1862-1863. La gare de Pierrepont est fermée et est maintenant un supermarché.

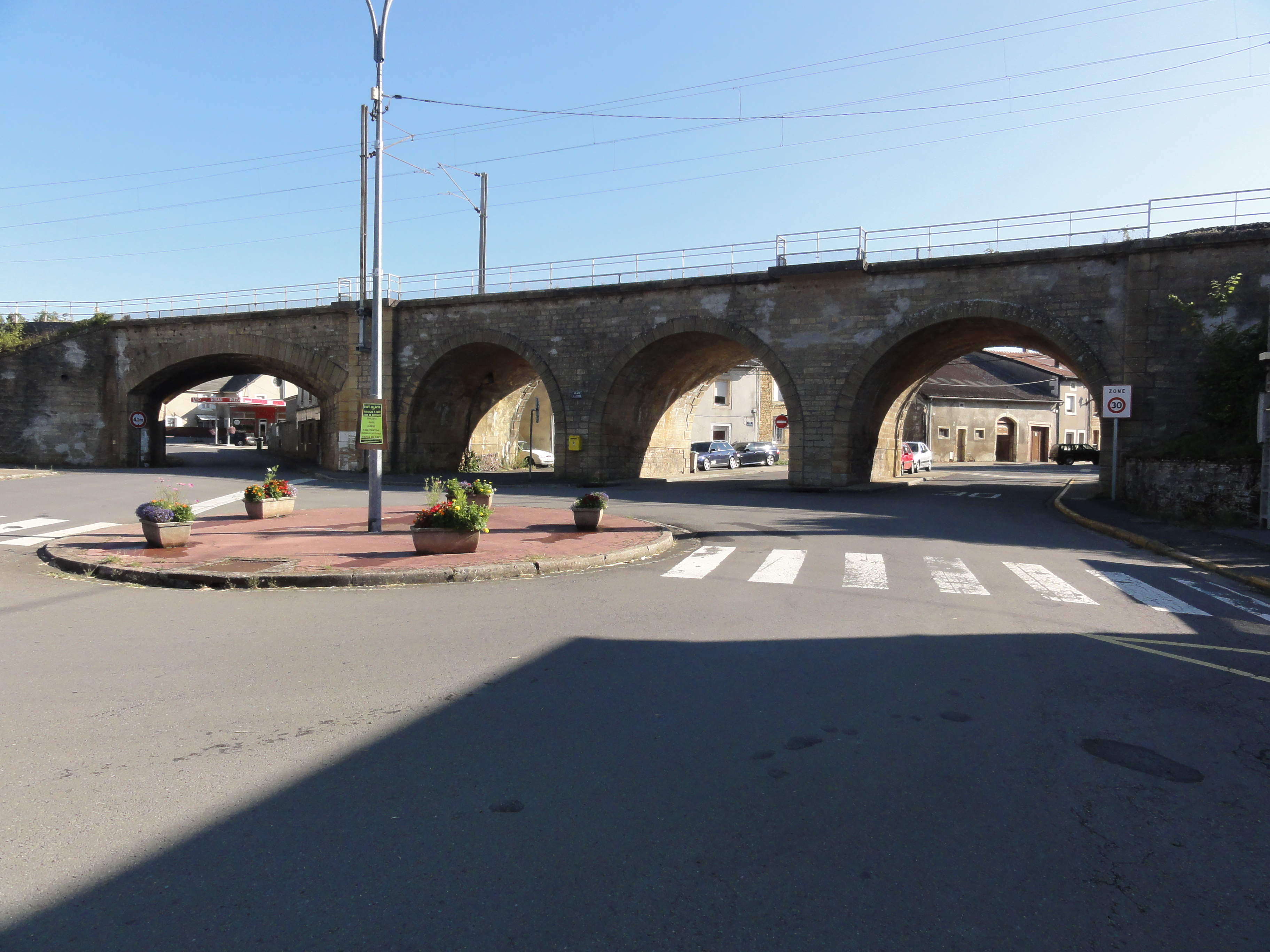
Viaduc du chemin de fer à Pierrepont.
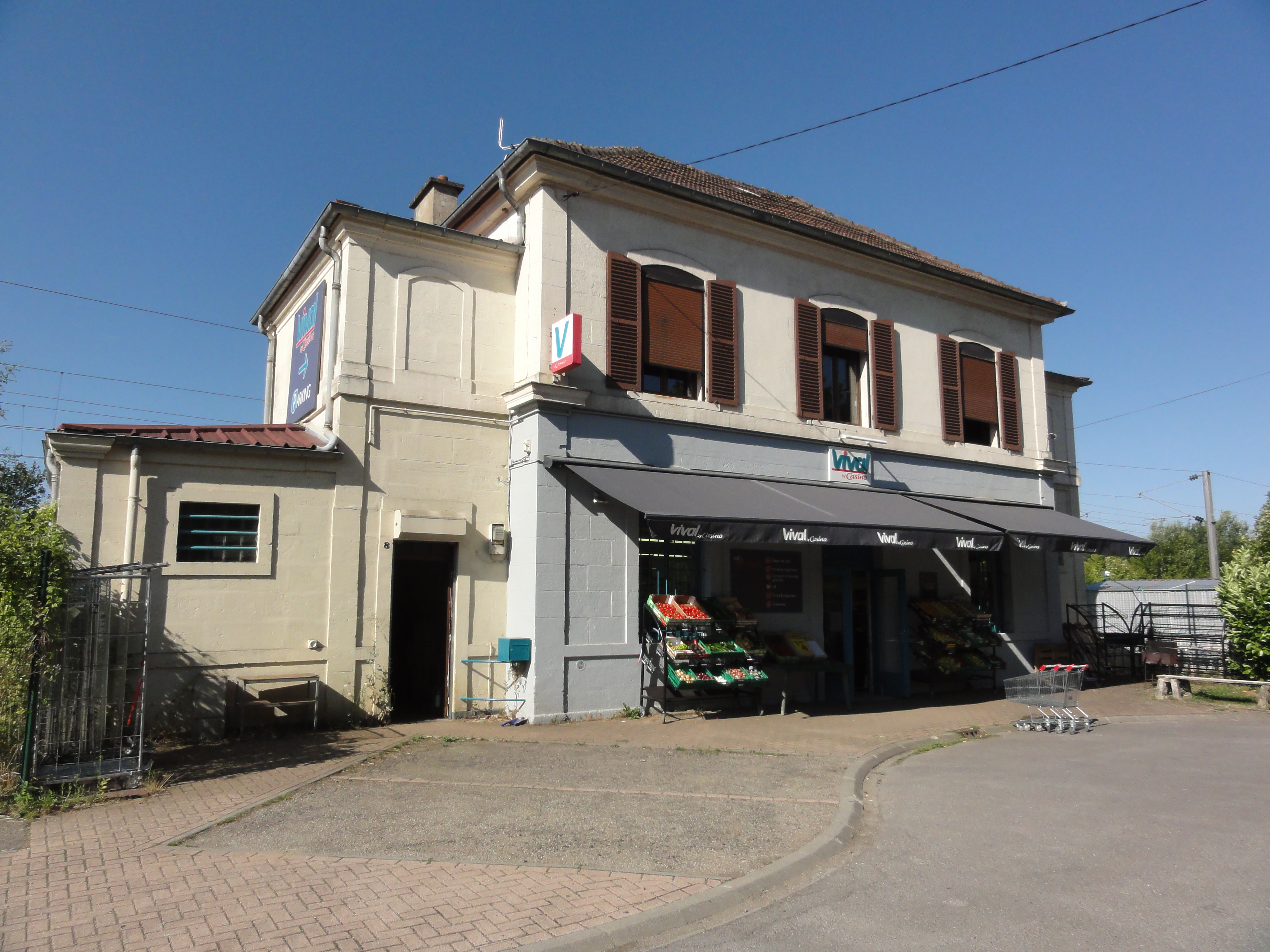
L'ancienne gare de Pierrepont.

## Histoire
1284
Pierrepont a été le siège d'une prévôté du Barrois qui comprenait outre la forteresse de Pierrepont mais aussi les villages de Beuveille, Doncourt-lès-Longuyon et Han devant Pierrepont. Le château fut détruit au XVIIe siècle. La seigneurie de Pierrepont relevait des comtes de Bar : cf. Thiébaut II.
1605
La châtellenie de Pierrepont et les trois villages Beuveille, Doncourt et Han devant Pierrepont, seront incorporés à la prévôté de Longwy.
1769.
Construction de l'église paroissiale Saint-Côme-Saint-Damien, date portée par le linteau de la porte piétonne sur l'emplacement de l'ancienne église.
1775
La manufacture de draps s'installe à Pierrepont, c'est elle qui fournit les draps à la plupart des régiments pour leur habillement. Elle est développée par François-Alexandre Seillière puis sous le Second Empire par son fils le baron Seillière, celui-ci avait épousé Diane de Galifet (fille du célèbre général et homme politique du Second Empire).
1790
Les départements de la Moselle, de la Meurthe, du Bas-Rhin, du Haut-Rhin et des Vosges sont créés. Pierrepont intègre le département de la Moselle.
1862
La Compagnie des Ardennes met en service le 1er tronçon ferroviaire avec la ligne Montmédy - Pierrepont. La gare de Pierrepont devient terminus provisoire.
La gare était équipée d'une halle aux marchandises servant pour l'approvisionnement du charbon et l'expédition des marchandises notamment pour la manufacture de draps.
1863
La ligne ferroviaire Pierrepont - Thionville est mise en service.
1871
Le département de Meurthe-et-Moselle est créé, constitué des parties non annexées par l'Allemagne de la Meurthe et de la Moselle. Pierrepont est rattachée au département de Meurthe-et-Moselle, arrondissement de Briey.
1878
La manufacture (filature, tissage de laines, fabrique de draps, etc.) et ses annexes emploie 888 ouvriers dont 494 femmes.
Milieu XIXe siècle
Une chapelle funéraire est érigée devant l'église paroissiale, par le sculpteur Denys de Metz, pour la famille Seillière, fondateur et propriétaire de la manufacture. Elle fut léguée à la commune en 1976.
1914
Au petit matin du 22 août 1914, Pierrepont est traversée par deux bataillons de la 155e afin de libérer Arrancy-sur-Crusne tandis qu'au sud de Pierrepont, un 3e bataillon campe dans un champ d'avoine.
Les 22 et 23 août 1914, la 83e brigade d'infanterie française de la 42e division est opposée aux Allemands. Après de sanglants combats les Français replient le 23 sur Muzeray.
La bataille durera deux jours mais en fin d'après-midi du deuxième jour, Arrancy-sur-Crusne est libérée.
Lors de cette bataille, la manufacture de draps est anéantie.
1920
Les ruines de la manufacture sont rachetées par la famille Glorieux de Roubaix. Elle exploitera l'usine jusqu'à la Seconde Guerre mondiale.
1922
Monument en forme de lanterne des morts, inauguré le 27 août par souscription publique à la mémoire des soldats alliés tombés à la bataille de Pierrepont les 22 et 23 août 1914.
1940 - 1945
L'usine de la famille Glorieux est une autre fois sinistrée.
1958
L'usine Glorieux sera remise en route jusqu'au 23 mars 1958, à cette date les bâtiments, les cités, les écoles seront mis en vente.
1966
Reprise de l'usine Glorieux par un fabricant d'équipements pour automobiles notamment des sièges et des composants.

## Politique et administration
| Période                                  | Période   | Identité         | Étiquette | Qualité                         |
| ---------------------------------------- | --------- | ---------------- | --------- | ------------------------------- |
| Les données manquantes sont à compléter. |           |                  |           |                                 |
| avant 1981                               | ?         | Léon Maucotel    |           |                                 |
| mars 2001                                | mars 2008 | Claudine Drouet  |           |                                 |
| mars 2008                                | mai 2020  | Jean-Luc Schmitz |           | Retraité de l'enseignement      |
| mai 2020                                 | En cours  | James Moineaux,  |           | Contremaître, agent de maîtrise |

## Population et société

### Démographie
L'évolution du nombre d'habitants est connue à travers les recensements de la population effectués dans la commune depuis 1793. Pour les communes de moins de 10 000 habitants, une enquête de recensement portant sur toute la population est réalisée tous les cinq ans, les populations de référence des années intermédiaires étant quant à elles estimées par interpolation ou extrapolation. Pour la commune, le premier recensement exhaustif entrant dans le cadre du nouveau dispositif a été réalisé en 2006.

En 2022, la commune comptait 827 habitants, en évolution de −4,94 % par rapport à 2016 (Meurthe-et-Moselle : −0,13 %, France hors Mayotte : +2,11 %).
| 1793 | 1800 | 1806 | 1821 | 1836 | 1841 | 1861 | 1866 | 1872  |
| ---- | ---- | ---- | ---- | ---- | ---- | ---- | ---- | ----- |
| 379  | 356  | 338  | 391  | 604  | 577  | 833  | 957  | 1 229 |

| 1876  | 1881  | 1886  | 1891  | 1896 | 1901 | 1906  | 1911  | 1921  |
| ----- | ----- | ----- | ----- | ---- | ---- | ----- | ----- | ----- |
| 1 312 | 1 618 | 1 583 | 1 008 | 925  | 990  | 1 031 | 1 115 | 1 004 |

| 1926  | 1931  | 1936  | 1946 | 1954  | 1962  | 1968  | 1975  | 1982  |
| ----- | ----- | ----- | ---- | ----- | ----- | ----- | ----- | ----- |
| 1 131 | 1 092 | 1 110 | 859  | 1 066 | 1 134 | 1 115 | 1 195 | 1 173 |

| 1990  | 1999 | 2006 | 2011 | 2016 | 2021 | 2022 | - | - |
| ----- | ---- | ---- | ---- | ---- | ---- | ---- | - | - |
| 1 058 | 984  | 942  | 884  | 870  | 839  | 827  | - | - |

## Culture locale et patrimoine

### Lieux et monuments

#### Lieux de mémoire de la Grande Guerre
- La Nécropole nationale : un cimetière militaire français et alliés avec deux ossuaires. Première Guerre mondiale : 4 190 Français ; 141 Belges ; 2 Britanniques ; 1 Roumain ; 493 Russes - Seconde Guerre mondiale : 20 Français ; 55 Soviétiques ; 1 Tchèque.
- Monument commémoratif de la bataille de Pierrepont. Monument en forme de lanterne des morts inauguré le 27 août 1922 par souscription publique à la mémoire des soldats alliés tombés à la bataille de Pierrepont les 22 et 23 août 1914. Ce monument est une ancienne cheminée de l'usine démontée pierre par pierre et remontée dans la Nécropole nationale.
- Le monument aux morts devant la mairie.
- Cimetière militaire allemand, Première Guerre mondiale : 3 017 Allemands.
- Monument commémoratif aux morts allemands, construction : première moitié du XXe siècle.

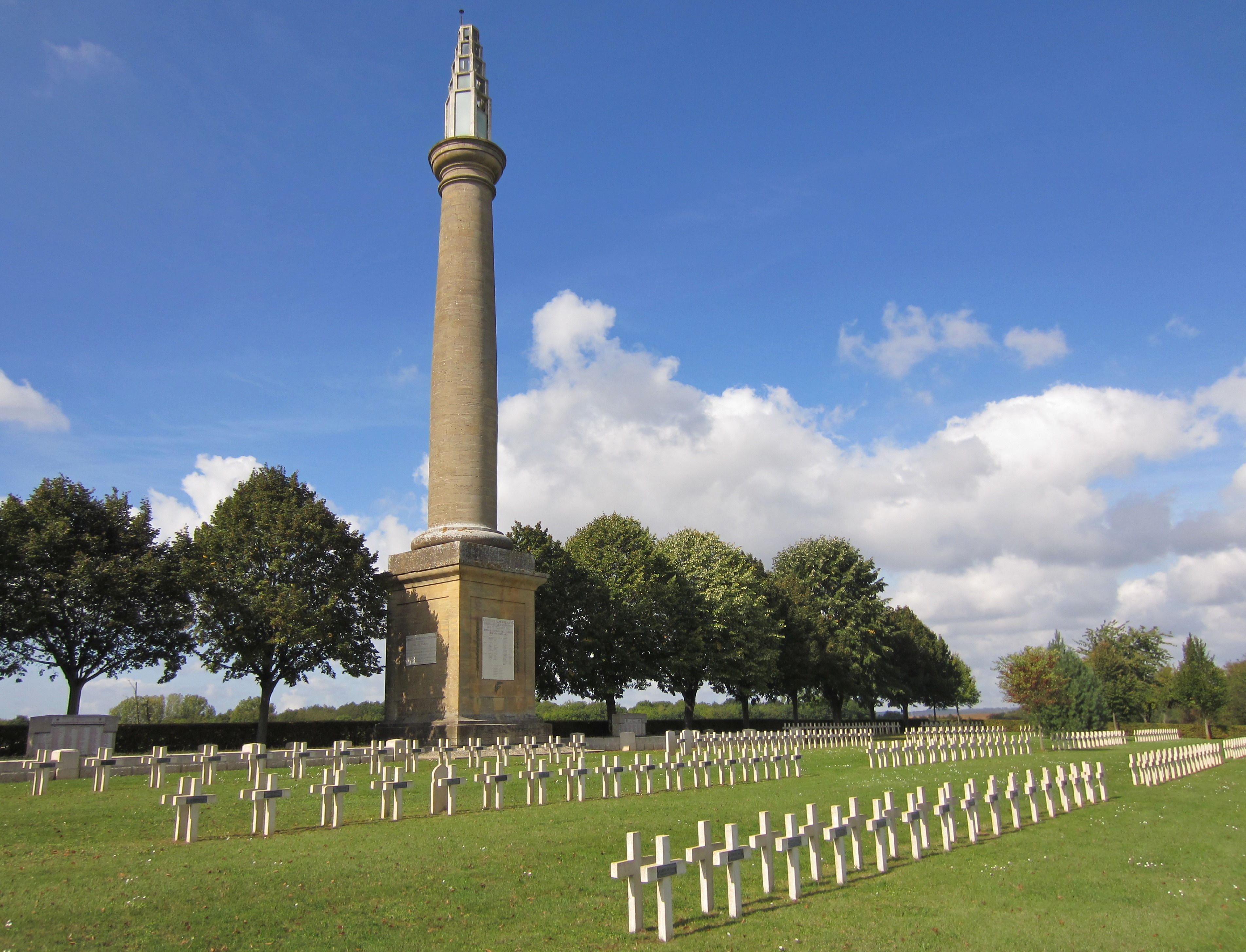
Nécropole nationale, cimetière militaire français et alliés.
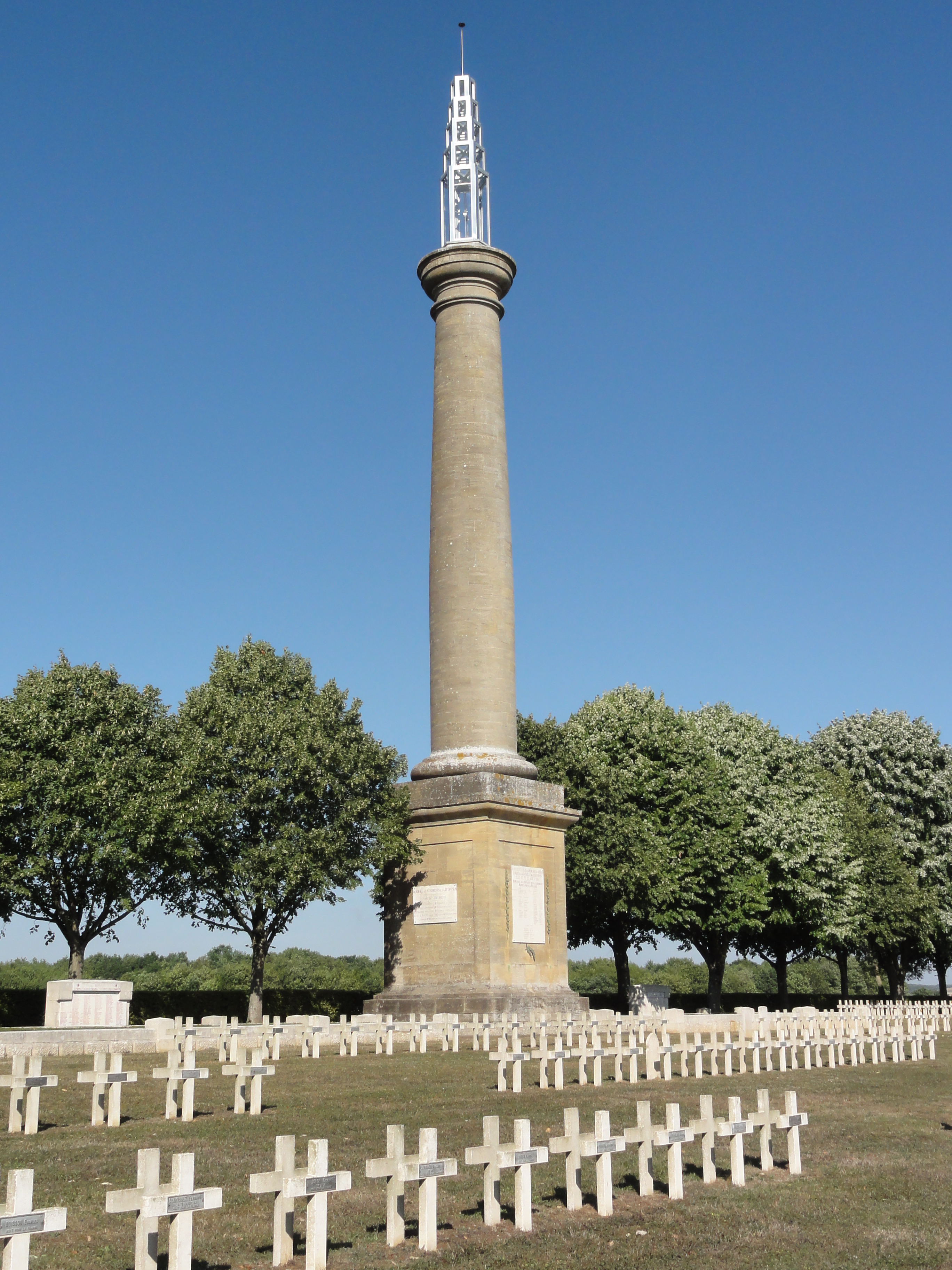
Nécropole nationale, le monument commémoratif de la bataille de Pierrepont.
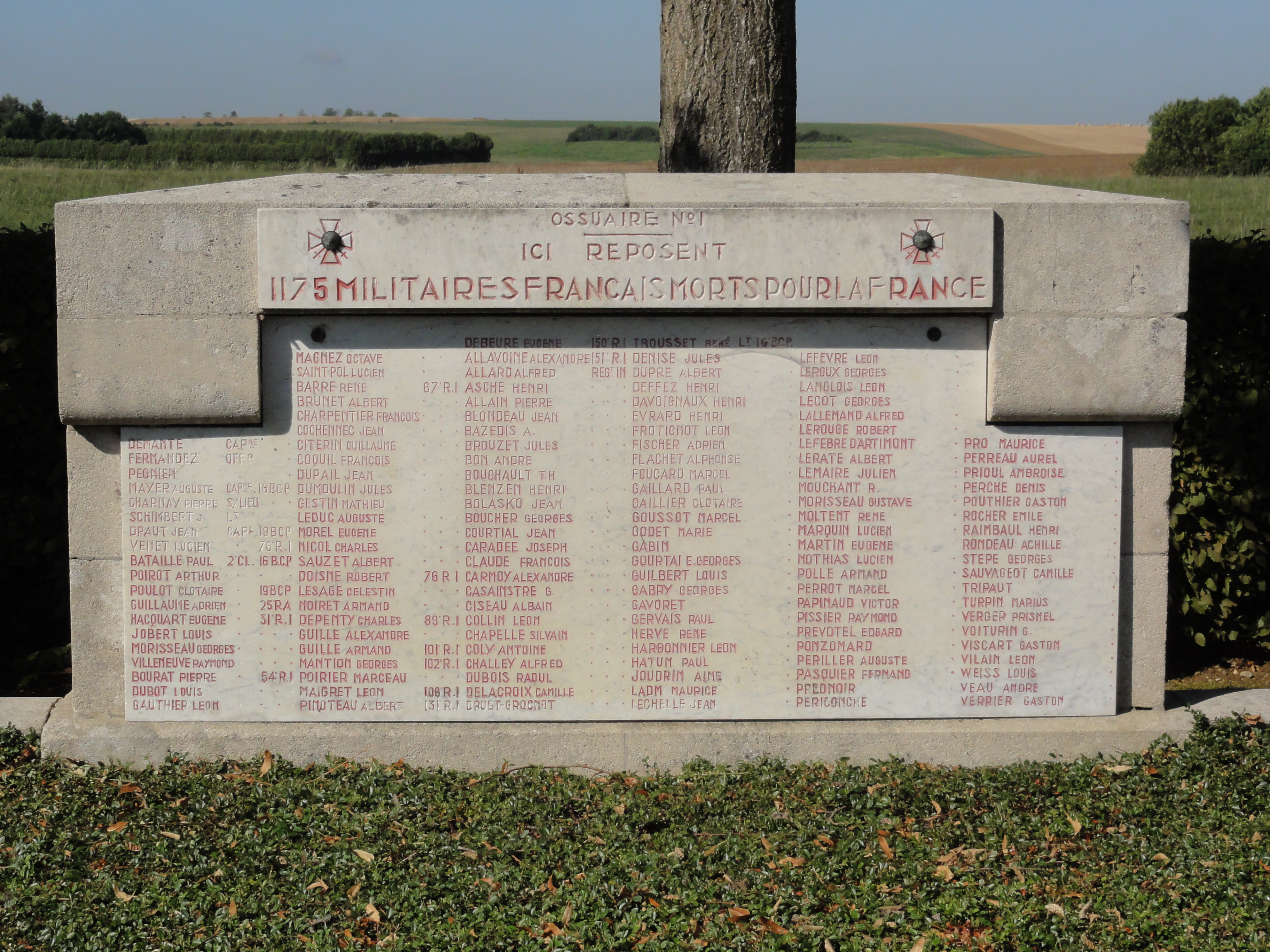
Nécropole nationale, un des listes de noms.
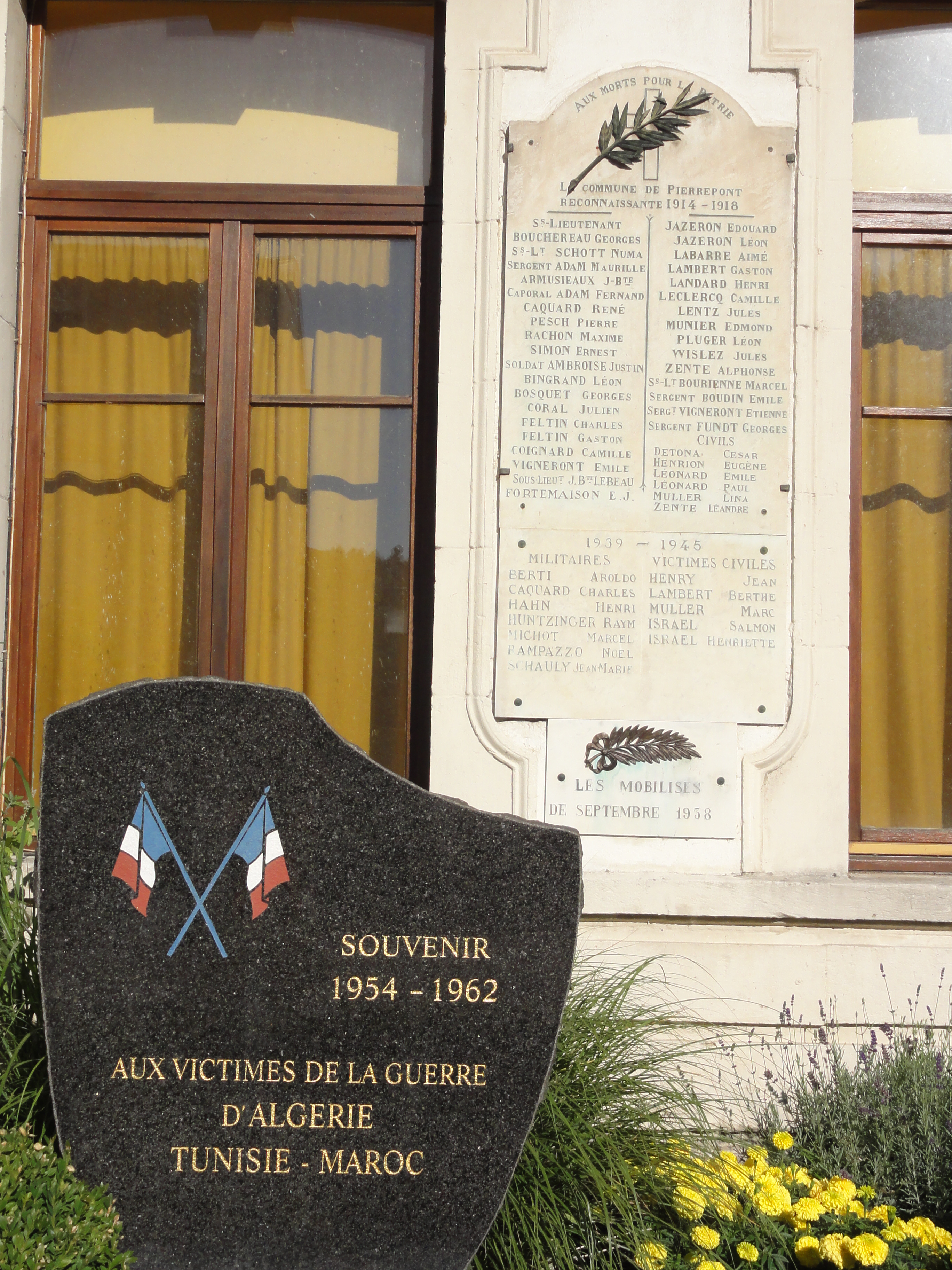
Monument aux morts devant la mairie.
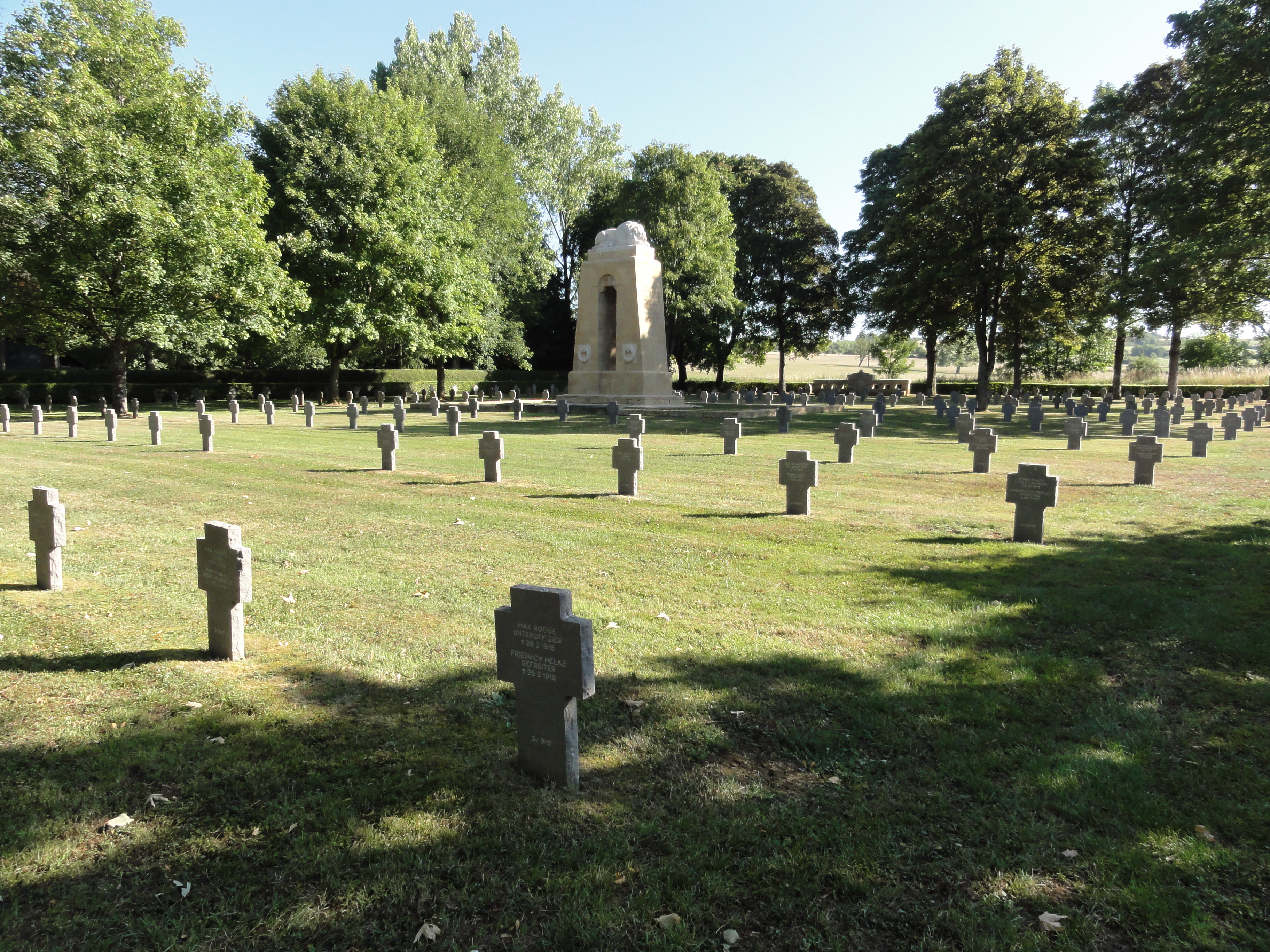
Cimetière militaire allemand.
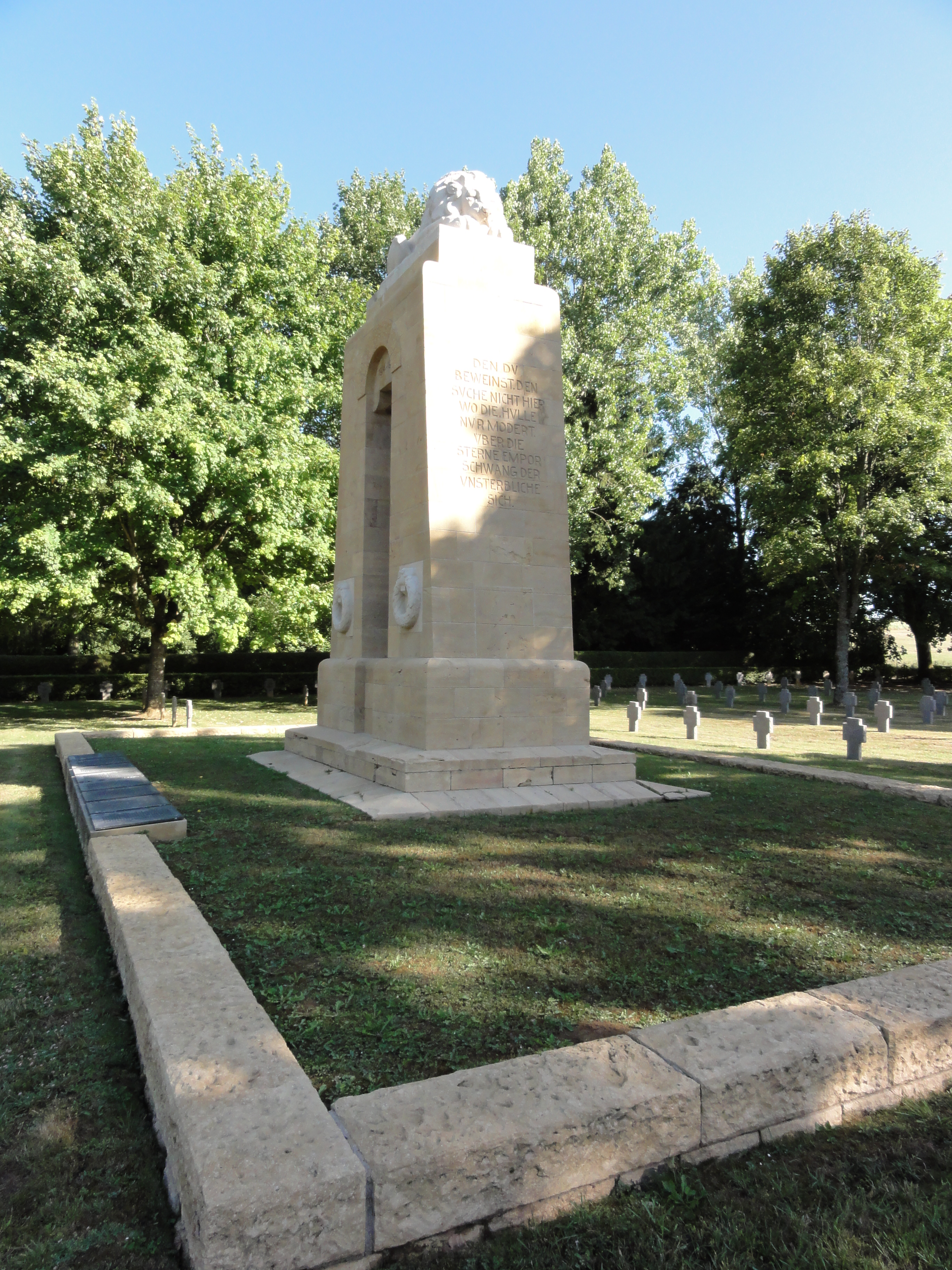
Cimetière militaire allemand, le monument commémoratif aux morts allemands.

#### Monuments médiévaux
- Présence romaine (margelle de puits disparue).
- Château XIIe, détruit au XVIIe siècle.

#### Édifices religieux
- Église paroissiale Saint-Côme-Saint-Damien, cimetière ; croix monumentale construite en 1769, date portée par le linteau de la porte piétonne.
- Chapelle funéraire néogothique de la famille Seillière, monument sépulcral construite au milieu du XIXe siècle devant l'église paroissiale, pour la famille Seillière, fondateur et propriétaire de la filature de Pierrepont, léguée en 1976 à la commune. Restaurée par une équipe de bénévoles du village en 1984-1985.

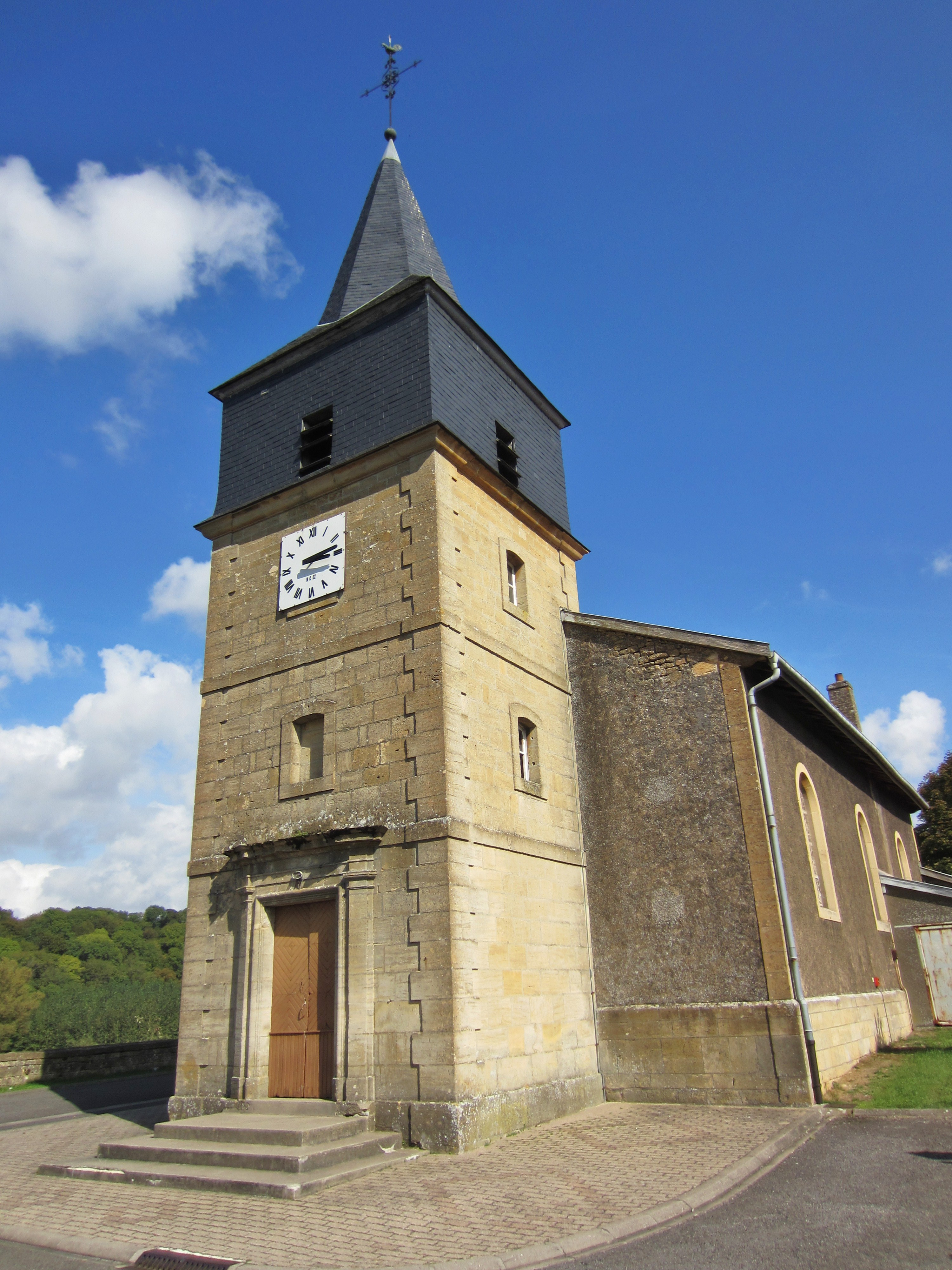
Église paroissiale Saint-Côme-et-Saint-Damien.
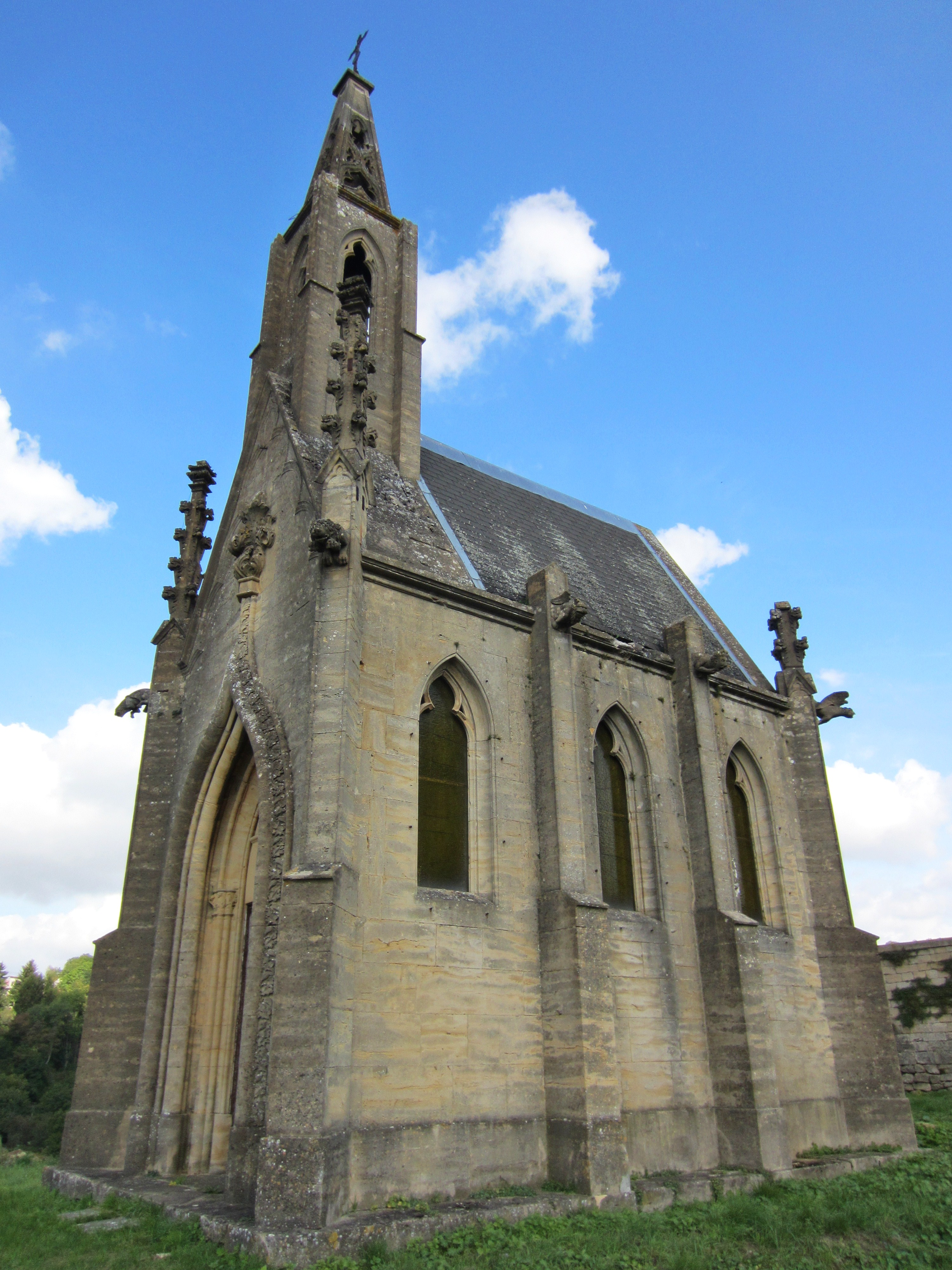
Chapelle funéraire famille Seillière.
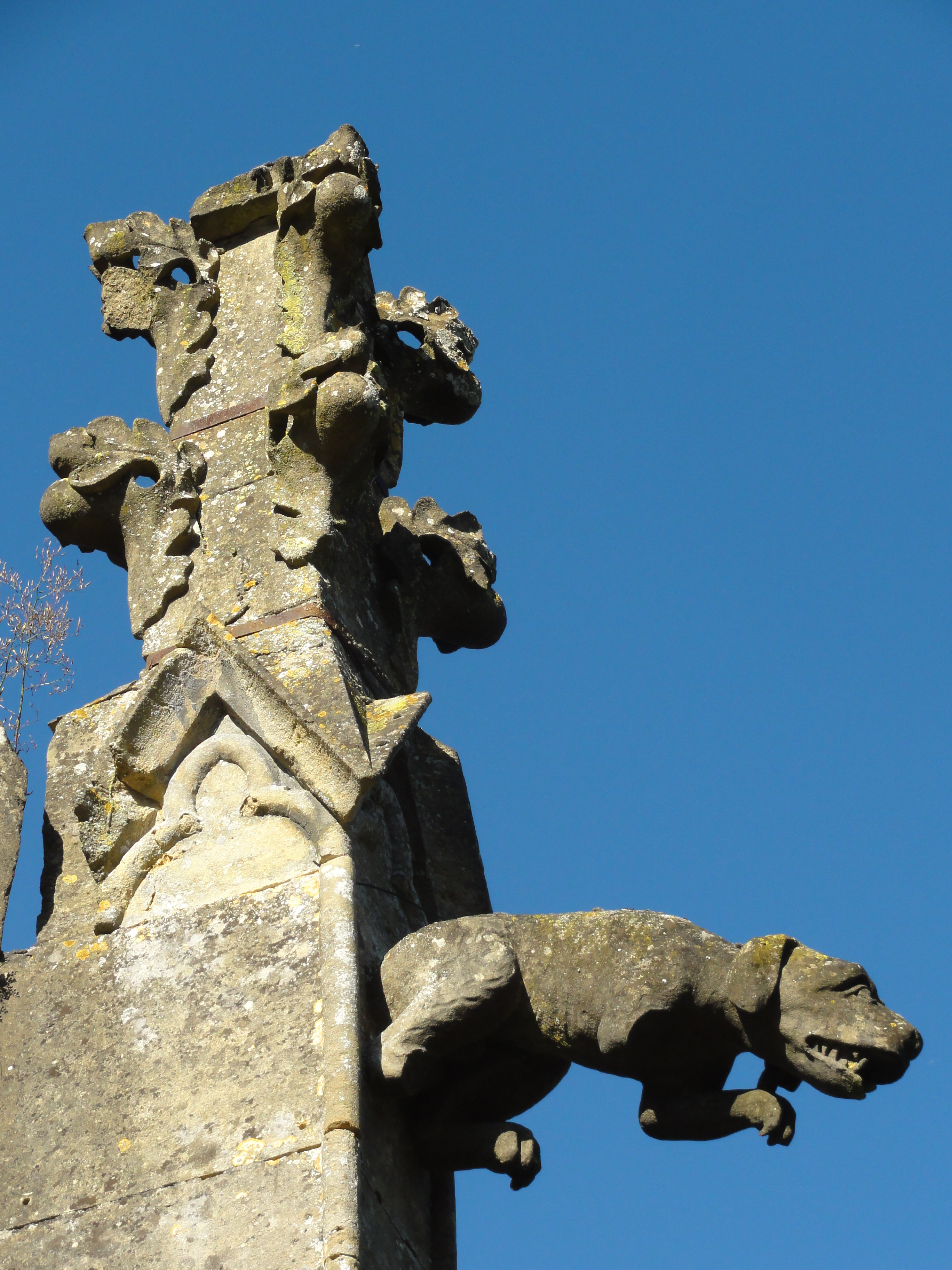
Chapelle funéraire famille Seillière, détail.

### Personnalités liées à la commune
- Jean de Calabre, fils naturel du duc de Lorraine Jean II, mort en 1505, comte de Briey, seigneur de Sancy, Pierrepont et Conflans-en-Jarnisy.
- Nicolas Damas Marchant (1767–1833), médecin français et maire de Metz.
- Roger Sommer (1877-1965), aviateur. Né à Pierrepont le 4 août 1877. Grandit à Mouzon (Ardennes) où son père Alfred Sommer dirigeait une manufacture de feutre. Un des premiers pilotes aviateurs français (brevet de pilote n° 29) et constructeur d'aéroplanes de 1908 à 1912. Il fut recordman du monde de durée de vol (2 heures 27 minutes 15 secondes), exploit réalisé le 7 août 1909 sur le terrain de Mourmelon. Mort en 1965 à Sainte-Maxime (Var) - Repose à Mouzon (Ardennes).
- Marie-Claude Vayssade (1936 -2020), femme politique française, députée européenne, née à Pierrepont.

### Héraldique
| Blason de Pierrepont | Blason  | Palé d'or et d'azur de six pièces.               |
| Blason de Pierrepont | Détails | Le statut officiel du blason reste à déterminer. |